# Liste der Monuments historiques in Bonrepos-Riquet
Die Liste der Monuments historiques in Bonrepos-Riquet führt die Monuments historiques in der französischen Gemeinde Bonrepos-Riquet auf.

## Liste der Bauwerke
| Bezeichnung | Beschreibung | Standort | Kennzeichnung | Schutzstatus | Datum | Bild           |
| ----------- | ------------ | -------- | ------------- | ------------ | ----- | -------------- |
| Schloss     |              | (Lage)   | PA31000036    | Classé       | 2008  | weitere Bilder |

## Liste der Objekte
| Bezeichnung                | Beschreibung                                           | Standort                     | Kennzeichnung | Schutzstatus | Datum | Bild |
| -------------------------- | ------------------------------------------------------ | ---------------------------- | ------------- | ------------ | ----- | ---- |
| Skulptur des heiligen Loup | Holz, polychrom gefasst und vergoldet, 19. Jahrhundert | in der Kirche St-Loup (Lage) | PM31002251    | Inscrit      | 2005  |      |